# Loxosceles imazighen
Espèce
Loxosceles imazighen est une espèce d'araignées aranéomorphes de la famille des Sicariidae.

## Distribution
Cette espèce est endémique du Drâa-Tafilalet au Maroc,. Elle se rencontre dans les provinces d'Errachidia et de Zagora.

## Description
La carapace du mâle holotype mesure 3,13 mm de long sur 2,79 mm et l'abdomen 4,42 mm de long sur 2,62 mm et la carapace de la femelle paratype mesure 3,17 mm de long sur 2,87 mm et l'abdomen 4,38 mm de long sur 2,50 mm.

## Étymologie
Cette espèce est nommée en l'honneur des Imazighen.

## Publication originale
- Massa & Ribera, 2021 : « The Mediterranean species of genus Loxosceles Heineken & Lowe, 1832 (Araneae: Sicariidae): Loxosceles imazighen sp. n. from Morocco and first description of the female of L. mrazig Ribera & Planas, 2009 from Tunisia. » Zootaxa, no 5071(3), p. 326-348.